# Rhynchosaurus

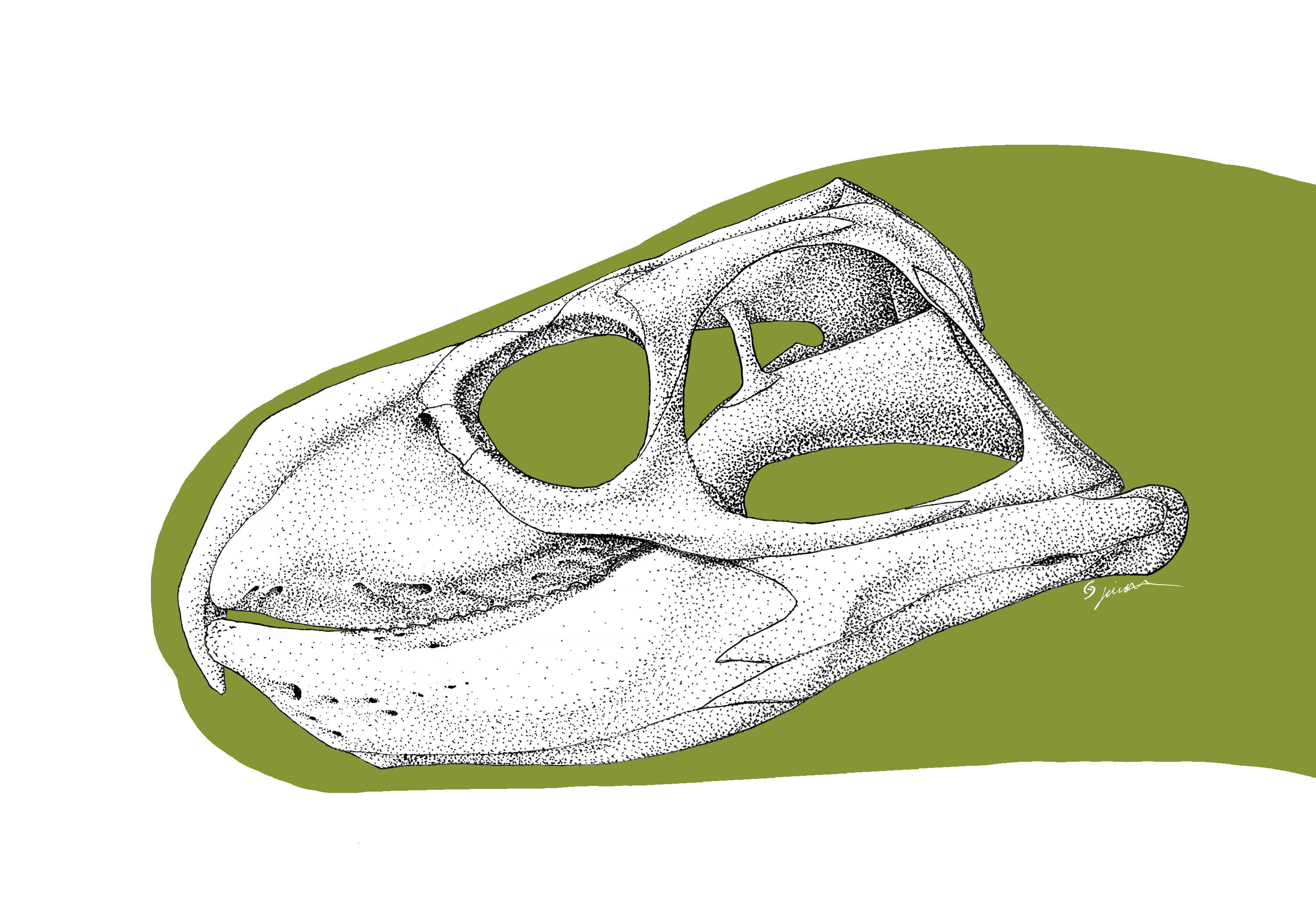
Cráneo restaurado.

Rhynchosaurus es un género extinto de saurópsido arcosauromorfo perteneciente al orden Rhynchosauria, que vivió durante el período Triásico Medio. Vivió en Europa. Estaba relacionado con los arcosaurios, pero no formaba parte de ese grupo. La especie tipo de Rhynchosaurus es R. articeps. Michael Benton nombró dos especies adicionales, R. spenceri y R. brodiei, pero posteriormente estas fueron reclasificadas en los géneros Fodonyx y Langeronyx, respectivamente. Se han encontrado fósiles de Rhynchosaurus en la formación de limolitas de Tarporley y posiblemente en el Grupo de Arenisca de Sherwood, situados en el Reino Unido.